# Церква святого великомученика Димитрія (Пізнанка)
Церква святого великомученика Димитрія в Пізнанці — парафія і храм греко-католицької громади Гримайлівського деканату Бучацької єпархії Української греко-католицької церкви в селі Пізнанка Чортківського району Тернопільської области.

## Історія церкви
Греко-католицьку каплицю Пречистої Діви Марії було збудовано біля фільварку графа Козебродського. У 1945 році каплицю закрила державна влада, віддавши її приміщення під колгоспну комору. Ймовірно, мова йде про каплицю Святого Антонія. Вірні відвідували богослужіння в церкві с. Глібів, що тоді належала до РПЦ.
У 1989 році громада села відновила каплицю, назвавши її на честь Святого Великомученика Димитрія. У 1991 році громада повернулася в лоно Української Греко-Католицької Церкви.
На парафії діють братства «Матері Божої Неустанної Помочі», «Апостольство молитви» і спільнота «Матері в молитва».

## Парохи
- о. Юрій Ковалик (1989—1991),
- о. Ярослав Шкандріп (1991—1993),
- о. Григорій Полоз (1993—вересень 2001),
- о. Юрій Яновський (з 27 липня 2001).